# Johnny Hallyday
Johnny Hallyday, pseudonimo di Jean-Philippe Léo Smet (Parigi, 15 giugno 1943 – Marnes-la-Coquette, 5 dicembre 2017), è stato un cantante e attore francese.
Considerato tra i maggiori esponenti del rock del suo Paese, ha venduto oltre cento milioni di dischi.

## Biografia
Nacque a Parigi da madre francese, Huguette Eugénie Pierrette Clerc, e padre belga, Léon Smet, in una famiglia di artisti risalente al XVII secolo. I genitori lo portarono con loro in tournée per l'Europa e, quando si divisero, lo affidarono alla sorella del padre, Hélène Mar (conosciuta col nome d'arte Eleen Dosset), cantante ed ex attrice del cinema muto. 
Nel 1956 intraprese la carriera di cantante, adottando il nome d'arte dei cugini Hallyday, accoppiandolo a Johnny (versione inglese di Jean). Negli anni successivi si avvicinò professionalmente al nuovo rock'n'roll proveniente dagli USA e la sua apparizione nella trasmissione radio "Paris-Cocktail" del dicembre 1959 fu il primo passo che lo fece diventare uno dei primi rocker francesi di grande successo. Nel marzo 1960 pubblicò il suo primo disco, Hello Johnny. 
In oltre 50 anni di attivissima e instancabile carriera, con un repertorio che spaziava dal rock al blues, fu un'icona della musica mondiale; fu anche uno degli scopritori di Jimi Hendrix. Cantò diverse volte in italiano; il suo successo maggiore in Italia fu Quanto t'amo (Que je t'aime). Tradusse in francese alcuni brani di Adriano Celentano fra cui 24 000 baci (24 000 baisers).

## Contaminazioni
Françoise Hardy apre la propria autobiografia citando Johnny Hallyday con un tocco umoristico ricordando che nella stessa clinica Marie-Louise dove lei vide la luce durante un'allerta, situata lungo la rue des Martyrs, qualche mese prima era nato un certo Jean-Philppe Smet. Nella nota l'Autrice scrive che nel 2007 percorrendo la stessa via si ritrovò in un vicolo cieco chiuso da un cancello e che  l'associazione: allerta, martiri, vicolo cieco, cancello, la fece ridere.  Nel 1966 la stessa Françoise Hardy, accompagnata dalla grande orchestra di Raymond Lefebre, interpreta Douce violence di Johnny Hallyday, che a sua volta ospiterà la cantante, in novembre, in uno storico programma televisivo, Palmarès des Chansons, che lo vedeva protagonista.
Cabu pubblica un volume, che dovrà essere il suo ultimo per le Edizioni Charlie Hebdo, dedicato ai cinquant'anni di attività della rock star francese intitolato Johnny c'est la France.
Molti furono i suoi concerti indimenticabili, come quello ai piedi della Torre Eiffel o quello assieme ai Rolling Stones. Duettò anche con il collega e amico Zucchero Fornaciari (nella cover di Blue Suede Shoes e in Mama) e con molte cantanti, come Lara Fabian (Requiem pour un fou), Isabelle Boulay (Tout au bout de nos peines), Chimene Badi, Maurane, Céline Dion (L'envie, Blueberry Hill, L'hymne à l'amour), Laura Pausini (La loi du silence - Parole e silenzio, Come il sole all'improvviso). Nel 2007, insieme ad altri musicisti, sostenne la candidatura di Nicolas Sarkozy alla Presidenza della repubblica.

### Vita privata
Sposato dal 1965 al 1980 con la cantante Sylvie Vartan, ebbe da lei il figlio David Hallyday, anche lui cantante, mentre l'attrice Laura Smet nacque nel 1983 dalla sua relazione sentimentale - durata dal 1982 al 1986 - con Nathalie Baye. L'ultimo matrimonio, dal 1996 al 2017, è stato con Læticia Boudou, con la quale adottò due bimbe.

### Morte
Accanito fumatore, con una passione per le Gitanes, fu colpito da un tumore polmonare e morì la notte del 5 dicembre 2017 a 74 anni.

## Discografia

### Album in studio
- 1960 - Hello Johnny
- 1961 - Salut les copains
- 1961 - Viens danser le twist
- 1961 - Tête à tête avec Johnny Hallyday
- 1961 - Johnny et ses fans au festival de Rock'n'Roll
- 1961 - Nous les gars, nous les filles
- 1962 - Douce violence
- 1962 - Madison twist
- 1962 - Sings America's rockin'hits
- 1962 - Retiens la nuit
- 1963 - D'où viens-tu Johnny
- 1963 - Da dou ron ron
- 1963 - Les bras en croix
- 1963 - L'idole des jeunes
- 1964 - Le pénitencier
- 1964 - Les rocks les plus terribles
- 1964 - Bonne chance
- 1965 - Johnny chante Hallyday
- 1965 - Hallelujah
- 1966 - La génération perdue
- 1967 - Johnny 67
- 1968 - Rêve et amour
- 1968 - Jeune homme
- 1969 - Que je t'aime
- 1969 - Rivière... ouvre ton lit
- 1970 - Vie
- 1971 - Flagrant délit
- 1972 - Country, Folk, Rock
- 1973 - Insolitudes
- 1974 - Rock'n'Slow
- 1974 - Je t'aime, je t'aime, je t'aime
- 1975 - La terre promise
- 1975 - Rock à Memphis
- 1976 - Hamlet
- 1976 - Derrière l'amour
- 1977 - C'est la vie
- 1978 - Solitudes à deux
- 1979 - Hollywood
- 1980 - À partir de Maintenant
- 1981 - Pas facile
- 1981 - En pièces détachées
- 1982 - La Peur
- 1982 - Quelque part un aigle
- 1983 - Entre violence et violon
- 1984 - En V.O.
- 1984 - Nashville 84
- 1985 - Rock 'n' Roll Attitude
- 1986 - Gang
- 1989 - Cadillac
- 1991 - Ça ne change pas un homme
- 1994 - Rough Town
- 1995 - Lorada
- 1996 - Destination Vegas
- 1998 - Ce que je sais
- 1999 - Sang pour sang
- 2000 - B.O Love me
- 2002 - À la vie, à la mort
- 2005 - Ma vérité
- 2006 - B.O Jean-Philippe
- 2007 - Le Coeur d'un Homme
- 2007 - In Italiano
- 2008 - Ca Ne Finira Jamais
- 2011 - Jamais Seul
- 2012 - L'Attente
- 2014 - Rester vivant
- 2015 - De l'amour
- 2018 - Mon pays c'est l'amour

### Album live
- 1961 - Johnny Et Ses Fans Au Festival De Rock'n'Roll
- 1962 - A l'Olympia
- 1964 - Olympia 64
- 1967 - Olympia 67
- 1967 - Au Palais Des Sports
- 1969 - Que Je T'Aime
- 1971 - Live At The Palais Des Sports
- 1976 - Palais Des Sports
- 1979 - Pavillon De Paris
- 1981 - Live à Pantin
- 1982 - Palais Des Sports 1982
- 1984 - Johnny Hallyday Au Zénith
- 1987 - Johnny à Bercy
- 1990 - Dans La Chaleur De Bercy
- 1992 - Bercy 92
- 1993 - Parc Des Princes
- 1994 - A La Cigale
- 1995 - Lorada Tour
- 1996 - Destination Vegas
- 1998 - Johnny Allume Le Feu: Stade De France 98
- 2000 - 100% Johnny: Live A La Tour Eiffel
- 2000 - Olympia 2000
- 2003 - Coffret intégrale
- 2003 - Parc des Princes 2003
- 2006 - Flashback Tour: Palais des sports 2006
- 2007 - Le coeur d'un homme
- 2016 - Rester Vivant Tour

Box set
- 2003 - Coffret guitare

## Filmografia
- I diabolici (Les Diaboliques), regia di Henri-Georges Clouzot (1955), non accreditato
- Le parigine (Les Parisiennes) - episodio "Sophie", regia di Marc Allégret (1962)
- Gli avvoltoi della metropoli (Dossier 1413), regia di Alfred Rode (1962)
- Da dove vieni cow boy? (D'où viens-tu... Johnny?), regia di Noël Howard (1963)
- Sciarada alla francese (Cherchez l'idole), regia di Michel Boisrond 1964)
- Visa de Censure nºX, regia di Pierre Clémenti (1967), cortometraggio
- Les poneyttes, regia di Joël Le Moigné (1967)
- Quella carogna di Frank Mitraglia (À tout casser), regia di John Berry (1968)
- Gli specialisti (Le Spécialiste), regia di Sergio Corbucci (1969)
- Point de chute, regia di Robert Hossein (1970)
- Malpertuis, regia di Harry Kümel (1971), non accreditato
- L'avventura è l'avventura (L'Aventure c'est l'aventure), regia di Claude Lelouch (1972)
- L'animale (L'Animal), regia di Claude Zidi (1977)
- Le jour se lève et les conneries commencent, regia di Claude Mulot (1981)
- Le petit Mitchell illustré, regia di Gérard Jourd'hui (1981) - film TV
- Detective (Détective), regia di Jean-Luc Godard (1985)
- Consiglio di famiglia (Conseil de famille), regia di Costa-Gavras (1986)
- Terminus, regia di Pierre-William Glenn (1987)
- Triangolo d'acciaio (The Iron Triangle), regia di Eric Weston (1989)
- David Lansky, regia di Hervé Palud (1989), serie TV, 4 episodi
- La gamine, regia di Hervé Palud (1992)
- Perché no? (Pourquoi pas moi?), regia di Stéphane Giusti (1999)
- Love Me, regia di Laetitia Masson (2000)
- L'uomo del treno (L'Homme du train), regia di Patrice Leconte (2002)
- Crime Spree - In fuga da Chicago (Wanted), regia di Brad Mirman (2003)
- I fiumi di porpora 2 - Gli angeli dell'Apocalisse (Les Rivières pourpres 2 : Les Anges de l'apocalypse), regia di Olivier Dahan (2004)
- L'homme qui voulait passer à la télé, regia di Amar Arhab e Fabrice Michelin (2005) - film TV
- Quartier V.I.P., regia di Laurent Finode (2005)
- Commissaire Moulin - serie TV, episodio "Kidnapping", regia di Yves Rénier (2005)
- Jean-Philippe, regia di Laurent Tuel (2006)
- La Pantera Rosa 2 (La Panthère rose 2), regia di Harald Zwart (2009)
- Vendicami (Vengeance), regia di Johnnie To (2009)
- Parliamo delle mie donne (Salaud, on t'aime), regia di Claude Lelouch (2014)
- Rock'n Roll, regia di Guillaume Canet (2017)
- Chacun sa vie, regia di Claude Lelouch (2017)

## Doppiatori italiani
- Francesco Pannofino in I fiumi di porpora 2 - Gli angeli dell'Apocalisse, La Pantera Rosa 2
- Sergio Graziani in Gli specialisti
- Michele Gammino in Consiglio di famiglia
- Umberto Orsini in L'uomo del treno
- Massimo Rossi in Crime Spree - In fuga da Chicago
- Roberto Draghetti in Titeuf - Il film